# Česnek kuchyňský
Česnek kuchyňský (Allium sativum), též česnek setý, je druh celosvětově známého koření z čeledi amarylkovitých.

## Etymologie
Název pochází od základu čes (s významem „česat“). Místy se nazývá luk či lulek (srov. srbsky „бели лук“ či pojmenování rodově příbuzné cibule jako „лук“). Keltské označení pro česnek krem se vyskytuje v názvech jako Křemžský potok či Křemže (srov. řecké κρεμμύδι pro cibuli), což není neobvyklé označení – např. Česnekový potok pramenící u Videlského sedla.

## Popis
Jedná se o (spíše jen teoreticky) vytrvalou rostlinu, na bázi se složenou stlačeně kulovitou cibulí. Cibule se
dělí na několik dužnatých šupin (stroužků), které jsou kryty společným obalem bílé až purpurové barvy. Při oddělení stroužků je možno takto česnek vegetativně rozmnožovat. Stonek je na průřezu oblý, asi do poloviny krytý pochvami listů. Listy jsou jednoduché, přisedlé, s listovými pochvami. Čepele jsou celokrajné, ploché, široce čárkovité (cca 2,5 cm široké), na rubu kýlnaté, se souběžnou žilnatinou. Květy jsou oboupohlavné, ve vrcholovém květenství, jedná se hlávkovitě stažený zdánlivý okolík, ve skutečnosti to je stažené vrcholičnaté květenství zvané šroubel. Květenství je podepřeno toulcem, který brzy opadá. V květenství jsou skoro vždy přítomny pacibulky, které slouží k vegetativnímu rozmnožování, zpravidla je v květenství daleko méně květů než pacibulek. Okvětí se skládá ze 6 okvětních lístků zelenavě bílé až růžové barvy, řidčeji jsou bílé nebo nachové. Tyčinek je 6, tyčinky vnějšího a vnitřního kruhu jsou rozdílné, nitky vnitřních jsou zakončeny 2 dlouhými zuby. Gyneceum je složeno ze 3 plodolistů, je synkarpní, semeník je svrchní. Plodem je tobolka.

## Odrůdy česneku

### České odrůdy
Z hlediska legislativy je možné
označovat za český česnek pouze ten, který byl vypěstován v České republice, a to i ze zahraniční odrůdy.
Obecný pojem český paličák označuje všechny zde uvedené odrůdy, spadající do kategorie paličáků.
- Anin (paličák)
- Anton (nepaličák)
- Benátčan (nepaličák)
- Bjetin (paličák)
- Blanin (paličák)
- Brick (?)
- Dukát (paličák)
- Džambul (paličák)
- Havran (paličák)
- Janko  (paličák)
- Japo II (nepaličák)
- Jovan (paličák)
- Lukan (nepaličák)
- Lumír (paličák)
- Matin (nepaličák)
- Mirka (paličák)
- Rusínka (paličák)
- Slavín (paličák)
- Stanik (paličák)
- Tantal (paličák)
- Tristan (paličák)
- Unikát (paličák)
- Vekan (paličák)
- Záhorský II (nepaličák)

### Slovenské odrůdy
- Alan (nepaličák)
- Japo (nepaličák)
- Novozámocký (?)
- Radoš (?)
- Ropal (paličák)
- Valko (?)
- Záhorský (nepaličák)

## Pěstování
Česnek je vytrvalá bylina, pěstovaná vysazováním jednotlivých stroužků rozebraného česneku na podzim nebo na jaře přímo na záhony. Protože v těžkých a mokrých půdách je sadba často napadána chorobami a špatně přezimuje, vybírají se pro podzimní výsadbu lehčí a nezamokřené lokality. Sklízí se zcela vyvinuté cibule v době, kdy nať zasychá. Velmi účelně a dekorativně lze skladovat česnek svázaný do copů, zavěšených na chladnějším místě. V minulosti byl dodáván a prodáván jen čerstvý nebo skladovaný česnek. Dnes díky moderním metodám dehydratace může zákazník česnek koupit ve formě suchých kousků, vloček, granulátu či prášku.

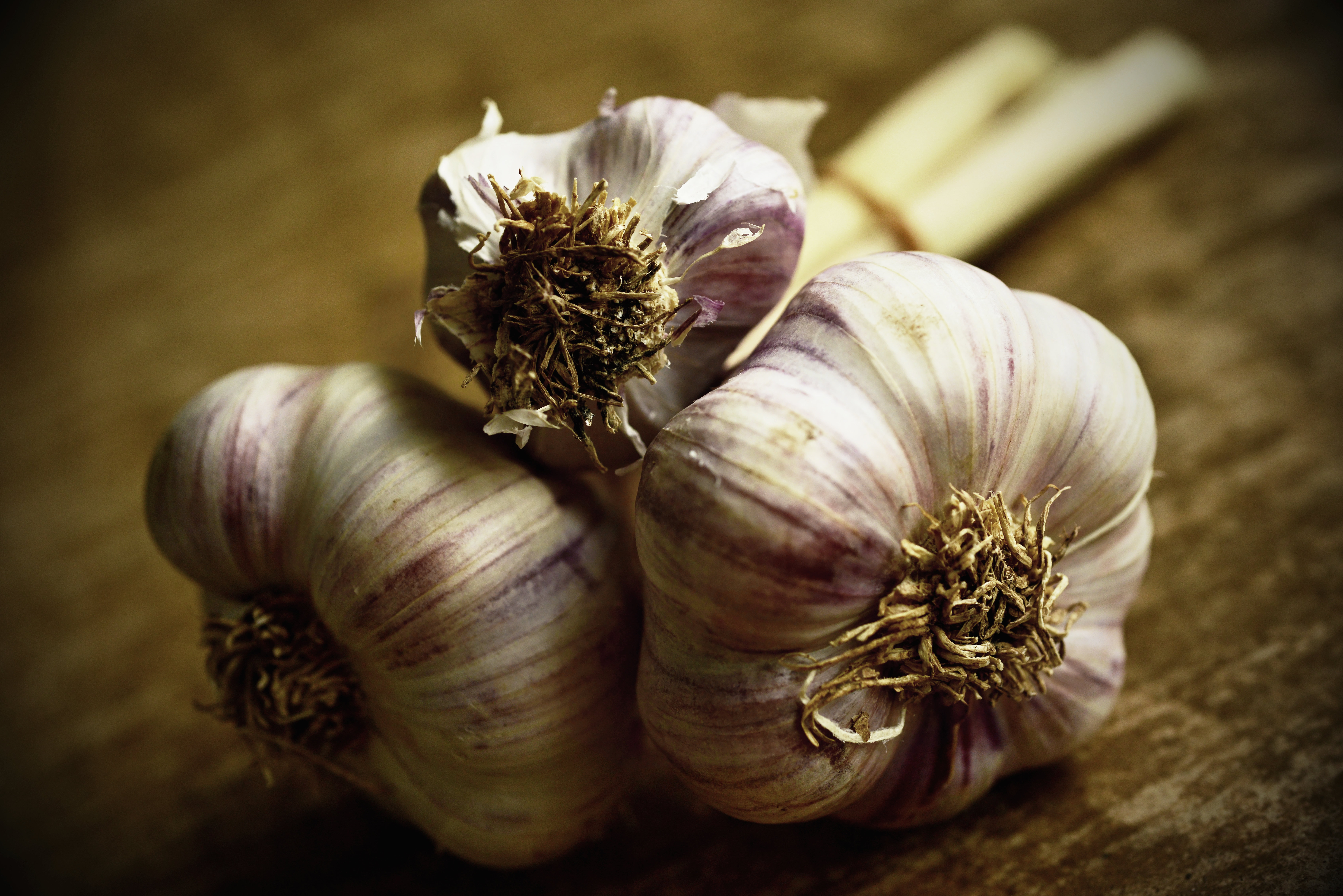
česnek kuchyňský

## Původ
Česnek kuchyňský patrně pochází ze střední Asie, kde vznikl z planého druhu Allium longicuspis. Původní vlastí česneku je Mongolsko (Džungarsko) a Kyrgyzské stepi. Odtud ho brzy Mongolové přivezli do Číny. Dle Herodotových zpráv byl ve velkém pěstován i ve starověkém Egyptě. Česnek byl dokonce považován za posvátnou rostlinu, Řekové a Římané ve starověku mu připisovali posilující účinky.
- Hlavními exportéry jsou Kalifornie, Egypt, Bulharsko, Maďarsko a Tchaj-wan.

## Karyologie
2n=16 (diploid) nebo 2n=32 (tetraploid)

## Použití
Česnek je použitelný jako koření. Má charakteristické aroma, které způsobuje silice zvaná aliin. Při narušení buněčné stěny se mění v kyselinu pyruvovou a kyselinu 2-propensulfenovou, které se ihned transformují na alicin, který na vzduchu oxiduje na diallyldisulfid. Díky tomu vzniká charakteristické aroma.

### Použití v kuchyni
Česnek hraje významnou roli právě u národů s vyhlášenou kuchyní, počínaje Francií a konče Čínou. Jeho použití je všestranné: čerstvý rozetřený se solí do zelených salátů, jinak do omáček, k zelenině, k masům (skopovému a hovězímu), do salámů a k rybám. Dále se z česneku připravuje tzv. česnečka. V České republice je nejoblíbenější česnek český, který je typický vyšším množstvím silic, výraznější a příjemnější chutí než některé dovážené odrůdy. Konzumaci pak doprovází zápach z úst.

### Význam ve včelařství
Česnek kuchyňský je výborná nektarodárná i pylodárná rostlina. Význam jako zdroj snůšky včel má však jen tam, kde se na větších plochách pěstuje na semeno. Nektarium česneku vyprodukuje za 24 hodin 0,33 mg nektaru s cukernatostí 39 %. Cukerná hodnota, tedy množství cukru vyprodukovaného v květu za 24 hodin, je 0,13 mg. Pylové rousky jsou nafialovělé. Druhové medy česneku kuchyňského nejsou známy.

## Účinky na zdraví
Česnek je bohatý na vitamíny A, B a C, selen, vápník a jód. Dalšími obsaženými látkami jsou flavonoidy, polysacharidy, lutamylpeptidy, steroidní a triterpenové saponiny a lektiny. Má mít pozitivní účinky především na obranyschopnost organismu a trávení. V lidovém léčitelství je používán jako účinné antiseptikum a antibiotikum (viz alicin), snižuje krevní tlak a hladinu cholesterolu v krvi, prospívá srdci a pročišťuje cévy, proti nadýmání, proti kornatění tepen, ničí parazity ve střevech a v kombinaci s medem se používá při nachlazení a chřipce.
Moderní výzkum na vědecké bázi však výrazné léčivé účinky česneku na nachlazení neprokázal. Metaanalýzy neprokázaly ani pozitivní vliv na rakovinu. Metaanalýza klinických studií neprokázala vliv česneku na hladinu LDL.
Již staří Egypťané považovali česnek za afrodisiakum. Římané ho zasvěcovali bohyni plodnosti Ceres a ze šťávy z něho vylisované po přidání trochy koriandru setého připravovali nápoj lásky. Měl vyléčit i impotenci způsobenou čarodějnou mocí. Ve starých herbářích se uvádí, že česnek dráždí ke smilstvu. Nelze ho tedy doporučit osobám, které se oddaly askezi.
Užívání česneku s mírou (denní dávka asi 2–3 stroužky)[zdroj?] není škodlivé ani toxické. Větší dávky mohou způsobit nadýmání, bolesti, mdloby, podráždění žaludku, zvracení, průjem i poškození ledvin s poruchami močení. Při vnějším použití může způsobit zčervenání (překrvení) pokožky a může nastat i odumírání tkáně, zvláště u dětí. Opatrnosti je třeba při vnitřním podávání česneku v těhotenství, při kojení a malým dětem.
Česnek je antikoagulans. Česnek je kontraindikován v případě dermatózy, lišeje, citlivého zažívacího ústrojí a při některých plicních onemocněních. Kontraindikací požívání česneku jsou i jaterní a zejména žlučníkové choroby a nemoci slinivky. Dále je kontraindikován u osob s nízkým krevním tlakem.

## Průměrný obsah látek a minerálů
Tabulka udává dlouhodobě průměrný obsah živin, prvků, vitamínů a dalších nutričních parametrů zjištěných v česneku.
| Složka          | Jednotka | Průměrný obsah | Prvek (mg/100 g) | Průměrný obsah | Složka (mg/100g) | Průměrný obsah |
| --------------- | -------- | -------------- | ---------------- | -------------- | ---------------- | -------------- |
| voda            | g/100 g  | 64,3           | Na               | 4              | vitamin C        | 17             |
| bílkoviny       | g/100 g  | 7,9            | K                | 620            | vitamin D        | 0              |
| tuky            | g/100 g  | 0,6            | Ca               | 19             | vitamin E        | 0,01           |
| cukry           | g/100 g  | 1,6            | Mg               | 25             | vitamin B6       | 0,38           |
| škrob           | g/100 g  | 14,7           | P                | 170            | vitamin B12      | 0              |
| vláknina        | g/100 g  | 4,1            | Fe               | 1,9            | karoten          | stopy          |
| mastné kyseliny | g/100 g  | 0,4            | Cu               | 0,06           | thiamin          | 0,13           |
| cholesterol     | g/100 g  | 0              | Zn               | 1,0            | riboflavin       | 0,03           |
| energie         | kJ/100 g | 411            | Mn               | 0,5            | niacin           | 0,3            |

## Zajímavosti
- Česnek má i užití magické. Doma chrání copy česneku před upíry i všelikým zlem, odrazují zloděje a odvracejí závist.[14]
- V Čechách se radilo: „Pívej pivo s bedrníkem, jídej oukrop s česnekem, budeš dlouho živ."[15]
- Česnek měl v dějinách také své odpůrce. Starořecký spisovatel Athénaios vypravuje, že nikdo, kdo jedl česnek, nesměl vstoupit do chrámu zasvěceného bohyni Kybelé. Král Alfons XI. Kastilský založil roku 1330 rytířský řád, v jehož stanovách byl obsažen jeden odstavec týkající se pojídání česneku. Dle tohoto odstavce rytíři zmíněného řádu, kteří snědli česnek nebo cibuli, nesměli po celý měsíc obcovat s ostatními rytíři a objevit se u dvora.[16]
- Nelichotivě se o česneku vyjádřil i básník Quintus Horatius Flaccus, který si jeho požíváním jednou zkazil žaludek. Ve III. epódě napsal: „Kdo stařičkému otci kdysi zlámal vaz / svou vlastní rukou bezbožnou, / ať zato česnek sní; je strašnější než jed (...) Ta příšerná věc spaluje mé útroby (...) Až, rozpustilý Maecenate, zatoužíš / též něco podobného jíst, / kéž dívka dlaní zadrží tvůj polibek / a odtáhne se k pelesti.“[17]

## Galerie

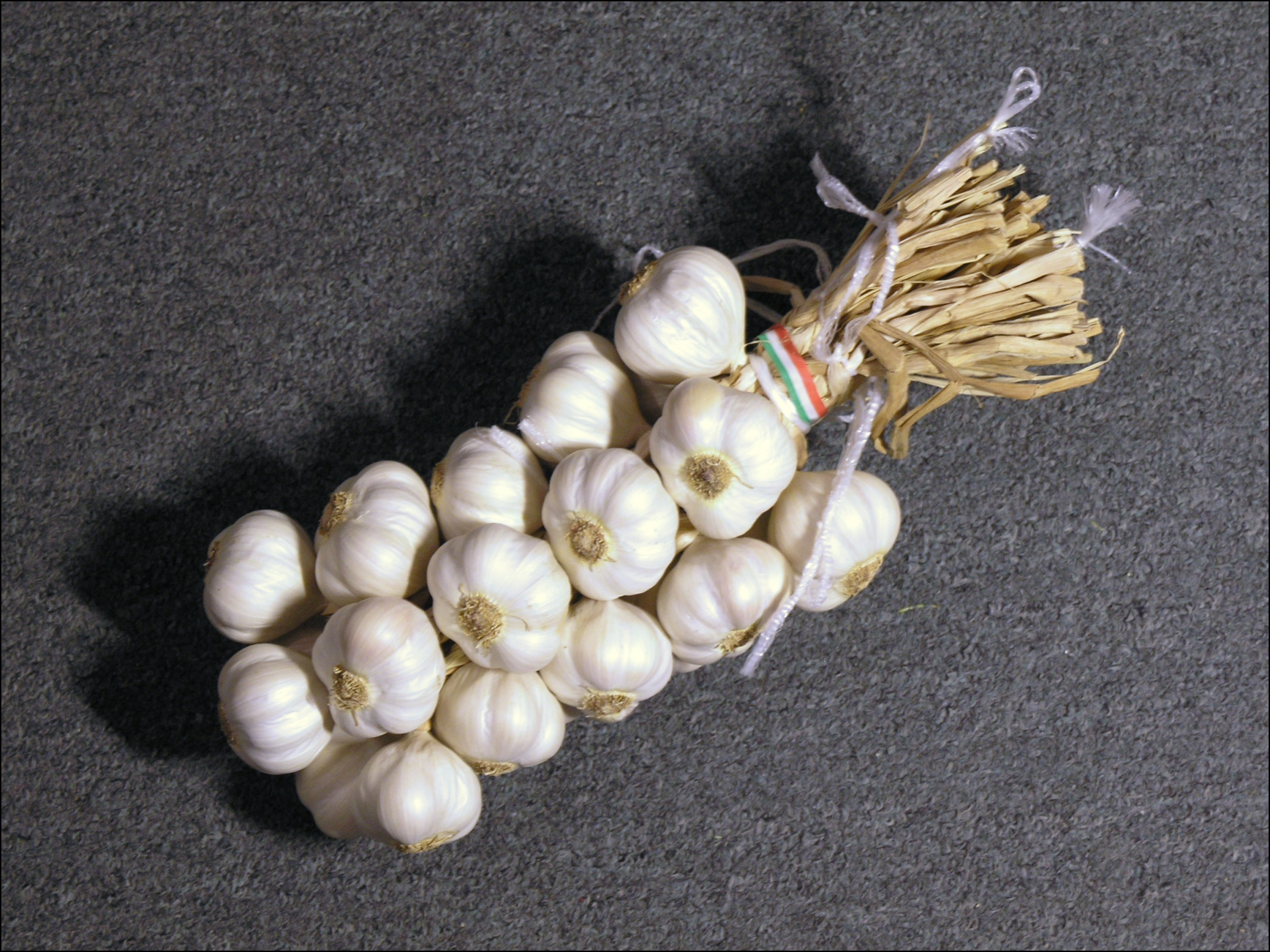
Česnekový cop
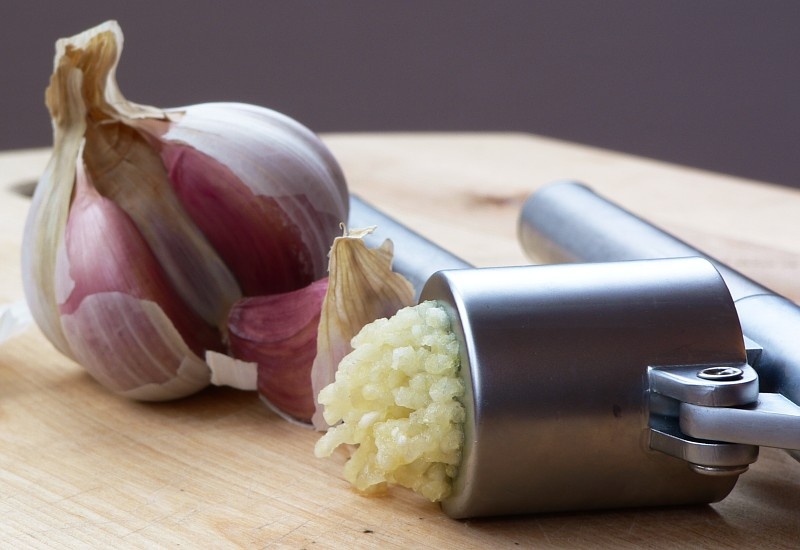
Česnek na kuchyňském stole
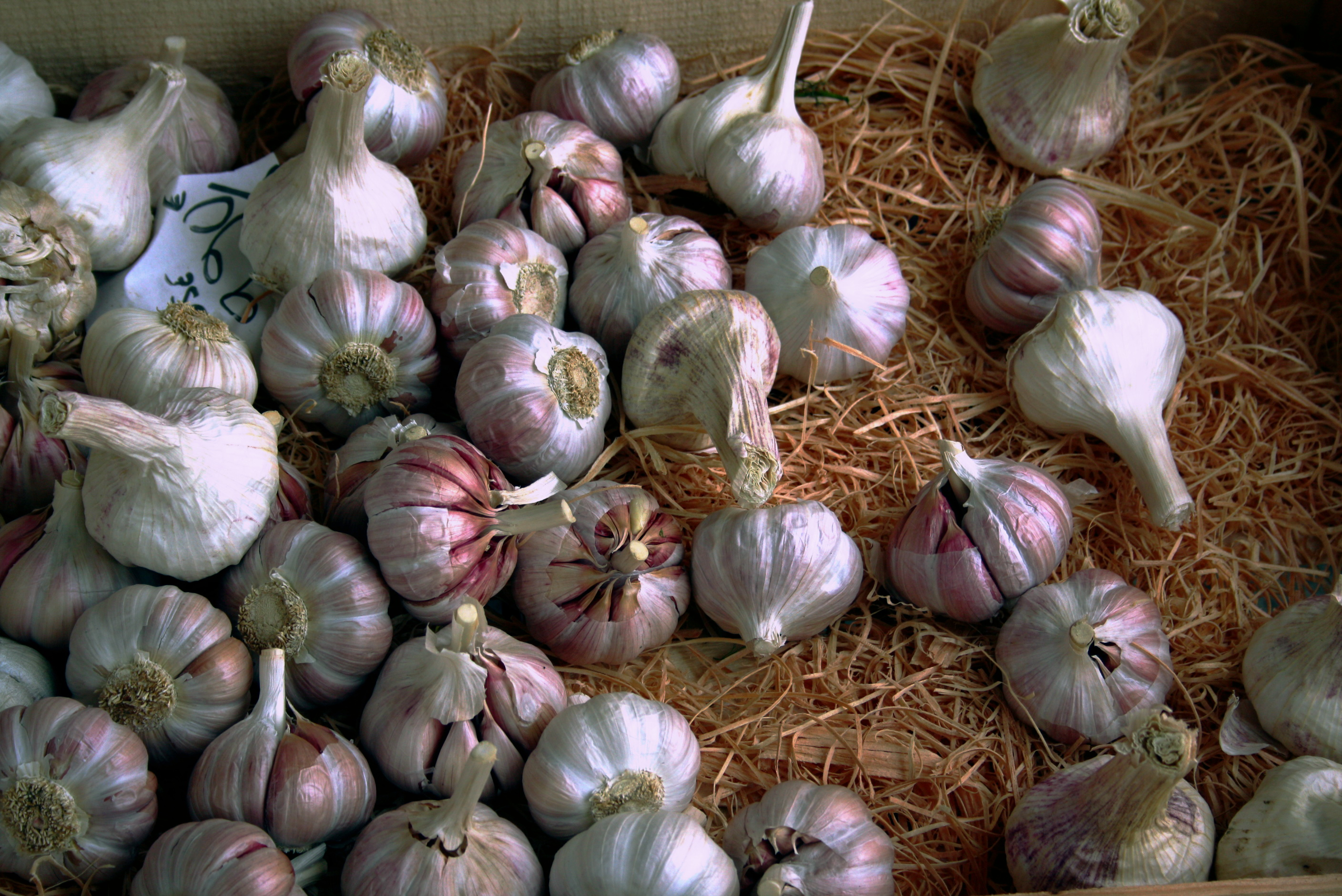
Paličky česneku